# Boloria caucasica
Boloria caucasica är en fjärilsart som beskrevs av Otto Staudinger 1861. Boloria caucasica ingår i släktet Boloria och familjen praktfjärilar. Inga underarter finns listade i Catalogue of Life.